# Бауман, Виктор Александрович
Виктор Александрович Бауман (1904—1990) — советский учёный в области строительного машиностроения, лауреат Сталинской премии (1950).

## Биография
Окончил Ленинградский институт инженеров путей сообщения по специальности «Механизация строительства».
Работал во ВНИИСДМ (ВНИИстройдормаш): инженер, начальник отдела, заместитель директора по научной работе, директор института.
С 1967 по 1980 г. зав. кафедрой, с 1981 по 1989 г. — профессор кафедры «Механическое оборудование» МИСИ им. В. В. Куйбышева.
Создатель научной школы в области разработки теоретических основ расчета, конструирования и испытания дробилок, грохотов, бетоносмесителей, дозаторов, вибромашин, обогатительного оборудования и другой строительной техники и подготовки инженеров и аспирантов по специальности "Механическое оборудование предприятий строительных материалов, изделий и конструкций».
Автор (соавтор) книг:
- Механизация и автоматизация строительства [Текст]. — Москва : Знание, 1958. — 39 с. : ил.; 22 см.
- Вибрационные машины и процессы в строительстве [Текст] : [Учеб. пособие для строит. и автомоб.-дор. вузов] / В. А. Бауман, И. И. Быховский. — Москва : Высш. школа, 1977. — 255 с. : ил.; 22 см.
- Проблемы вибрационной защиты персонала строительных и дорожных машин [Текст] : Обзор / В. А. Бауман, И. И. Быховский. — Москва : [б. и.], 1970. — 59 с.; 21 см.
- Перфораторщик [Текст] / В. А. Бауман и Г. И. Бернадский. — 3-е изд., перер. — Ленинград ; Москва : Госстройиздат, 1939. — 256 с. : ил. и черт.; 21 см.
- Перфораторщик на пневматическом перфораторе [Текст] : Глав. упр. учеб. заведений НКТП СССР утв. в качестве учебника для кружков техминимума строит. пром-сти / Инж. В. А. Бауман, инж. Г. И. Бернадский. — Ленинград ; Москва : Госстройиздат, 1934 (Л. : тип. им. Евг. Соколовой). — Обл., 235 с. : ил.; 20х14 см. — (Учебные пособия по техминимуму).
- Механическое оборудование предприятий строительных материалов, изделий и конструкций [Текст] : (Общий курс) : Учебник / В. А. Бауман, Б. В. Клушанцев, В. Д. Мартынов. — Москва : Машиностроение, 1975. — 350 с. : ил.; 22 см.
- Механическое оборудование предприятий строительных материалов, изделий и конструкций : [Учебник для вузов по спец. «Мех. оборуд. предприятий строит. материалов, изделий и конструкций»] / В. А. Бауман, Б. В. Клушанцев, В. Д. Мартынов. — 2-е изд., перераб. — Москва : Машиностроение, 1981. — 326 с. : ил.; 22 см; ISBN В пер.
- Технико-экономический анализ и прогнозирование параметров строительных машин / [В. А. Бауман, М. Д. Гилула, В. Н. Вязовикин и др.]. — М. : Машиностроение, 1980. — 223 с.; 20 см; ISBN В пер.
- Строительные машины [Текст] : Справочник / Под общ. ред. канд. техн. наук В. А. Баумана. — 3-е изд., перераб. и доп. — Москва : Машиностроение, 1965. — 788 с. : ил.; 27 см.

Доктор технических наук (1966), профессор.
Лауреат Сталинской премии (1950) — за коренное усовершенствование технологии заводского изготовления пустотельных балок-настилов и внедрение их в строительство.
Заслуженный деятель науки и техники РСФСР (1980).